# Sároskisfalu
Sároskisfalu (szlovákul Malá Vieska) Družstevná pri Hornáde község része Szlovákiában, a Kassai kerület Kassa-vidéki járásában.

## Fekvése
Kassától 11 km-re északra, a Hernád bal partján fekszik.

## Története
Sároskisfalu első írásos említése 1423-ban „Wyfalw” alakban történik. Szokoly várának uradalmához tartozott. 1427-ben 7 portája volt Páli Mátyás birtokában. Kisfalu néven 1429-ben szerepel először „Kysflaw” alakban. Neve alapján ekkor még bizonyára magyarok lakták, 1773-ban már tót faluként említik.
A falu kegytemploma búcsújáróhely. A templom 1433-ban már állt Szűz Mária születése tiszteletére szentelve. A 16.-17. században, majd 1707 és 1714 között a protestánsok foglalták el. 1733-ban Kassa városa szépen felújította, ekkor került ide a máriapócsi kegykép másolata. A templom kicsi lett a sok zarándoknak, ezért Kassa városa 1803-ban egy nagyobb kegytemplomot épített egy dombon, az erdő szélén.
A 18. század végén Vályi András így ír róla: „KISFALU. Mala Veszka. Tót falu Sáros Várm. földes Ura Kassa Városa, fekszik Szent Istvánnak szomszédságában, és annak filiája, határjának 1/3 része nem igen termékeny, hanem a’ többi jól termő, legelője jó, erdeje elég, piatzozo helye közel.”
Fényes Elek 1851-ben kiadott geográfiai szótárában így ír a faluról: „Kisfalu, (Maloweska), Sáros v. tót f., Sz. István fil. Szentegyház, s 456 kath. lak. Népes bucsujárások. Erdő. Jó legelő. F. u. Kassa városa.”
A trianoni békeszerződésig Sáros vármegye Lemesi járásához tartozott.
1960-ban egyesítették Tapolcsánnyal (és Hernádszentistvánnal, mely később kivált a közösségből), együtt alkotják Družstevná pri Hornáde községet.

## Népessége
1910-ben a községnek 482, túlnyomórészt szlovák lakosa volt.

## Nevezetességei
Szűz Mária születése tiszteletére szentelt kegytemploma 1433-ban már állt. 1733-ban Kassa városa szépen felújította, ekkor került ide a máriapócsi kegykép másolata. 1803-ban teljesen újjáépítették. Népszerű búcsújáróhely lett a számos imameghallgatás miatt.

## Lásd még
- Tapolcsány
- Družstevná pri Hornáde

## Külső hivatkozások
- Hernádszentistván Hivatalos oldala
- Községinfó
- Képes ismertető (szlovákul)
- E-obce.sk Archiválva 2015. július 22-i dátummal a Wayback Machine-ben